# Lasianthus filiformis
Lasianthus filiformis är en måreväxtart som beskrevs av George King och James Sykes Gamble. Lasianthus filiformis ingår i släktet Lasianthus och familjen måreväxter.

## Underarter
Arten delas in i följande underarter:
- L. f. bracteatus
- L. f. filiformis